# Yousra Zribi
Yousra Zribi (ur. 20 sierpnia 1983) – tunezyjska judoczka. Startowała w Pucharze Świata w 2001 i 2004. Zdobyła sześć medali na mistrzostwach Afryki w latach 2001 - 2006. Druga na igrzyskach frankofońskich w 2005 i trzecia w 2001. Trzecia na MŚ juniorów w 2002 roku.